# Riedbergpass

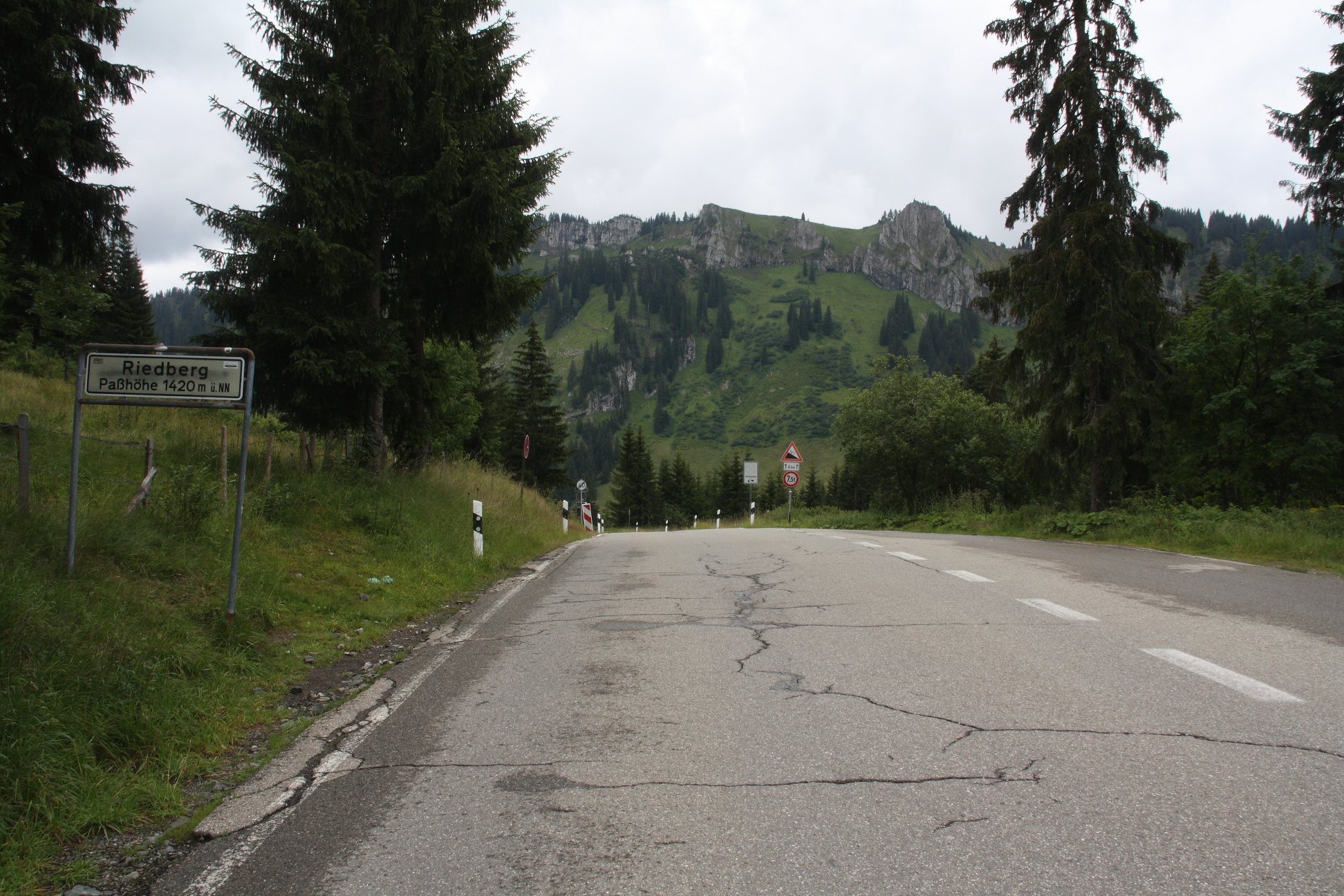
Riedbergpass: Blick zur Beslergruppe im Südsüdosten; Schild mit falscher Höhenangabe

Der Riedbergpass ist mit 1407 m ü. NHN der höchste befahrbare Gebirgspass in Deutschland. Er liegt nahe dem namensgebenden Riedberger Horn (1787 m) in den Allgäuer Alpen an der Kreisstraße OA 9 zwischen Obermaiselstein und Balderschwang im bayerischen Landkreis Oberallgäu.

## Besonderheit
Lediglich die Roßfeldhöhenringstraße, die unter den Gebirgsstraßen am Ahornbüchsenkopf östlich von Berchtesgaden eine Sonderstellung aufweist, und einige Sackgassen, zum Beispiel am Grünten, führen in Deutschland auf noch höhere Stellen als am Riedbergpass. Dies sind allerdings keine tatsächlichen Passstraßen, sondern im Gegensatz zu einem Pass, der zwei Auffahrten hat, lediglich Rundstraßen bzw. Bergankünfte. Höher ist unter anderen noch der Schrofenpass, der aber nur zu Fuß bzw. per Mountainbike passierbar ist.

## Geographie

### Lage
Der Riedbergpass liegt als eine der westlichsten Stellen der Bayerischen Alpen in den Allgäuer Alpen im Südwesten des Landkreises Oberallgäu im deutschen Land Bayern. Südwestlich schließt sich der Bregenzerwald an, der sich unter anderem im österreichischen Land Vorarlberg ausbreitet.
Der Gebirgspass befindet sich in der Hörnergruppe zwischen dem Riedberger Horn im Nordwesten, dem Wannenkopf (1712,2 m) im Nordosten, dem Besler (1679,4 m) im Südosten, dem Schafkopf (1627 m) im Süden, den Gauchenwänden (1479 m) mit dem jenseits davon befindlichen Piesenkopf (1629,6 m) im Südwesten und dem Hochschelpen (1552 m) im Westen. Sie liegt zwischen Obermaiselstein (nordwestlich von Oberstdorf) im Osten und Balderschwang (an der Grenze zu Vorarlberg) im Westen. Bis zur Eröffnung der Straße war die kleinste bayerische Gemeinde, Balderschwang, für den Kraftfahrzeugverkehr nur über Vorarlberg erreichbar.
Der Riedbergpass ist zwar der niedrigste Straßenpass zwischen Obermaiselstein und Balderschwang, aber etwa 650 m südsüdwestlich des Passes und 250 m westnordwestlich der Schönbergalpe (1330 m) liegt das Schönbergjoch (ca. 1345 m) als niedrigstes Joch zwischen dem Riedberger Horn und dem Besler; etwa 250 m südwestlich des Jochs befindet sich eine 1360 m hohe Erhebung.

### Naturräumliche Zuordnung
→ siehe auch Abschnitt Naturräumliche Zuordnung des Artikels Riedberger Horn
Der Riedbergpass gehört in der naturräumlichen Haupteinheitengruppe Flyschalpen (Nr. 94), in der Haupteinheit Vorarlberger und Westallgäuer Flyschalpen (940) und in der Untereinheit Nördliche Vorarlberger und Westallgäuer Flyschalpen (940.0) zum Naturraum Riedberghorngruppe (940.00).

### Rhein-Donau- und europäische Hauptwasserscheide
Über das nordwestlich des Riedbergpasses gelegene Riedberger Horn und den südlich des Passes befindlichen Schafkopf verläuft die Rhein-Donau-Wasserscheide, die Teil der europäischen Hauptwasserscheide ist:
Das Wasser der (westlichen) Bolgenach, die 3,8 km südsüdöstlich vom Riedberger Horn und 1,9 km südlich des Passes am Südfuß des Schafkopf entspringt, erreicht durch die Weißach, die Bregenzer Ach, den Bodensee und den Rhein in überwiegend nordwestlicher Richtung die Nordsee.
Dementgegen läuft das Wasser der Weiler Ach, die 4,4 km ostnordöstlich aus ihren beiden Quellbächen, der linken (östlichen) Bolgenach und der rechten, wenige Meter westlich am Pass vorbeifließenden Schönberger Ach entsteht, durch die Iller und die Donau in hauptsächlich ostsüdöstlicher Richtung in das Schwarze Meer; die Quellbäche entspringen nördlich bzw. südlich des in Passnähe liegenden Bergkamms zwischen Riedberger Horn im Westen und Wannenkopf im Osten.

## Passhöhe

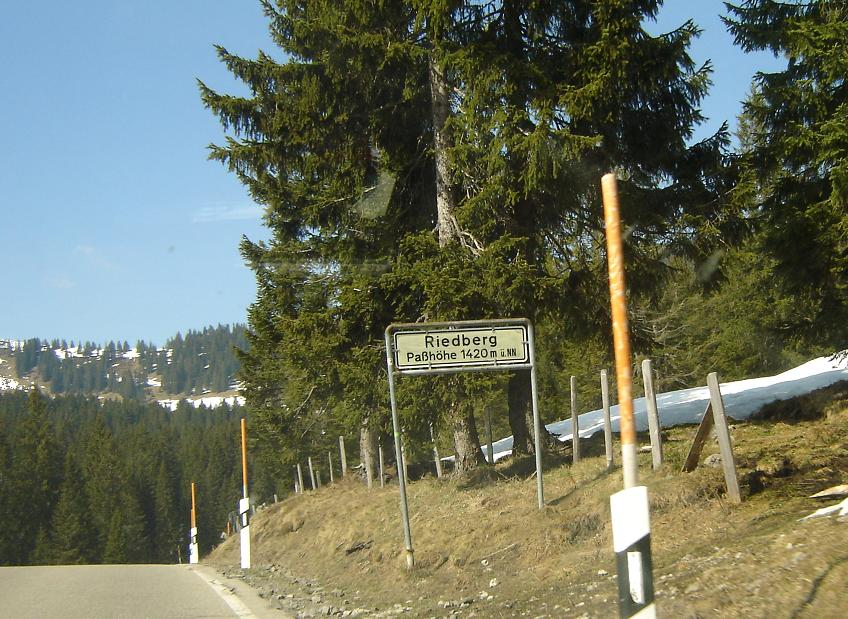
Blick vom Riedbergpass zum Riedberger Horn im Nordwesten; Schild mit falscher Höhenangabe (2007)

Der höchste Punkt der Passstraße liegt auf 1407 m Höhe. Dort befand sich ein Schild mit der falschen Höhenangabe Paßhöhe 1420 m ü.NN. Nachdem die Straße umfassend erneuert wurde, wird die Höhe mittlerweile korrekt angezeigt. Ein trigonometrischer Punkt nahe dem Pass liegt auf 1405,9 m Höhe. Die Wasserscheide und damit die eigentliche Passhöhe liegt hingegen niedriger und etwa 900 m südwestlich auf 1380 m Höhe.

## Passstraße
Bereits im Jahr 1858 kamen Planungen für den Riedbergpass auf, diese scheiterten aber, da keine Einigung mit dem Alpbesitzern erbracht werden konnte. Eine weitere Realisierung des Passes über das Schönbergachtal scheiterten im Jahr 1908 an der Finanzierung. Da Balderschwang eine funktionale Exklave darstellte, setzten sich Anwohner in den folgenden Jahren für einen direkten Straßenanschluss Balderschwangs ins deutsche Staatsgebiet ein. Im Jahr 1956 begann der Bau des Passes, der im September 1961 fertiggestellt und eröffnet wurde. Zunächst als Mautstraße, wurde der Pass im Jahr 1972 mit der Übergabe vom Alpwegverband an den Landkreis Sonthofen mautfrei.
Ist die Passstraße zu Beginn noch kurvenarm, so wird die Straßenführung ab Obermaiselstein recht kurvig und steil. Die Zufahrtsstraße zum Riedbergpass zweigt in Deutschland bei Fischen von der Bundesstraße 19 und in Österreich bei Hittisau von der Hittisauer Straße (Landesstraße 205) ab. Die im Unterhalt sehr aufwändige Straße ist auf deutscher Seite bisher als Kreisstraße OA 9 klassifiziert, wegen der Verkehrsbedeutung auch als kürzeste Verbindung der österreichischen Exklave Kleinwalsertal zu ihrer Bezirks- und Landeshauptstadt Bregenz fordert der hierfür zuständige Landkreis die Einstufung als bayerische Staatsstraße. Auf österreichischer Seite führt die als Balderschwanger Straße bezeichnete L 5 bis zur Staatsgrenze bei Balderschwang.
Die Passstraße führt aus Richtung Osten von Fischen (761 m) entlang der Schönberger Ach über Obermaiselstein (849 m) westwärts hinauf zum Riedbergpass. Jenseits davon verläuft sie westnordwestwärts bergab durch das Tal der Bolgenach hinab nach Balderschwang (1044 m), wobei sie durch die Ortsteile Schwabenhof (1071,2 m), Wäldle, Balderschwang, Gschwend und Schlipfhalden (1043,6 m) führt. Im dortigen Balderschwanger Tal kreuzt die Straße rund 10,5 Straßenkilometer westlich des Passes an der Südwestflanke der sich nördlich von ihr erhebenden Nagelfluhkette der Allgäuer Nagelfluh-Schichtkämme die westlich von Schlipfhalden liegende deutsch-österreichische Grenze (1052 m); dort ist der kleine Doserbach überbrückt, der vom nahen Samstenberg (1513,4 m) kommt und nach Süden in die Bolgenach fließt. Von der letztlich in Hittisau (790 m) endenden Passstraße zweigen abgesehen von der nach Sibratsgfäll führenden Sibratsgfäller Straße bis zum Erreichen des Hittisauer Ortsgebiets lediglich ein paar Sackgassen ab, beispielsweise westlich des Passes in Richtung Norden zur Grasgehrenalpe (ca. 1450 m).
Die Passstraße weist auf beiden Rampen bis zu 16 % Steigung bzw. Gefälle auf, wobei von Fischen bis Balderschwang rund 16 km Wegstrecke zurückzulegen sind; bis Hittisau sind dies sogar 28 km. Von Fischen zum Gebirgspass sind 646 m Höhenunterschied zu bewältigen, vom Pass nach Balderschwang 363 m und vom Pass (durch Balderschwang) bis nach Hittisau 617 m.
Zwischen Obermaiselstein und Balderschwang besteht in beide Richtungen ein Durchfahrtsverbot für Fahrzeuge mit einem zulässigen Gesamtgewicht von mehr als 19 Tonnen. Die maximale Durchfahrtshöhe des 60 m langen Tunnels unter dem Burgschrofen in Obermaiselstein beträgt 3,8 m. Ein Fuß- und Radweg umgeht diesen Tunnel.

## Bilder

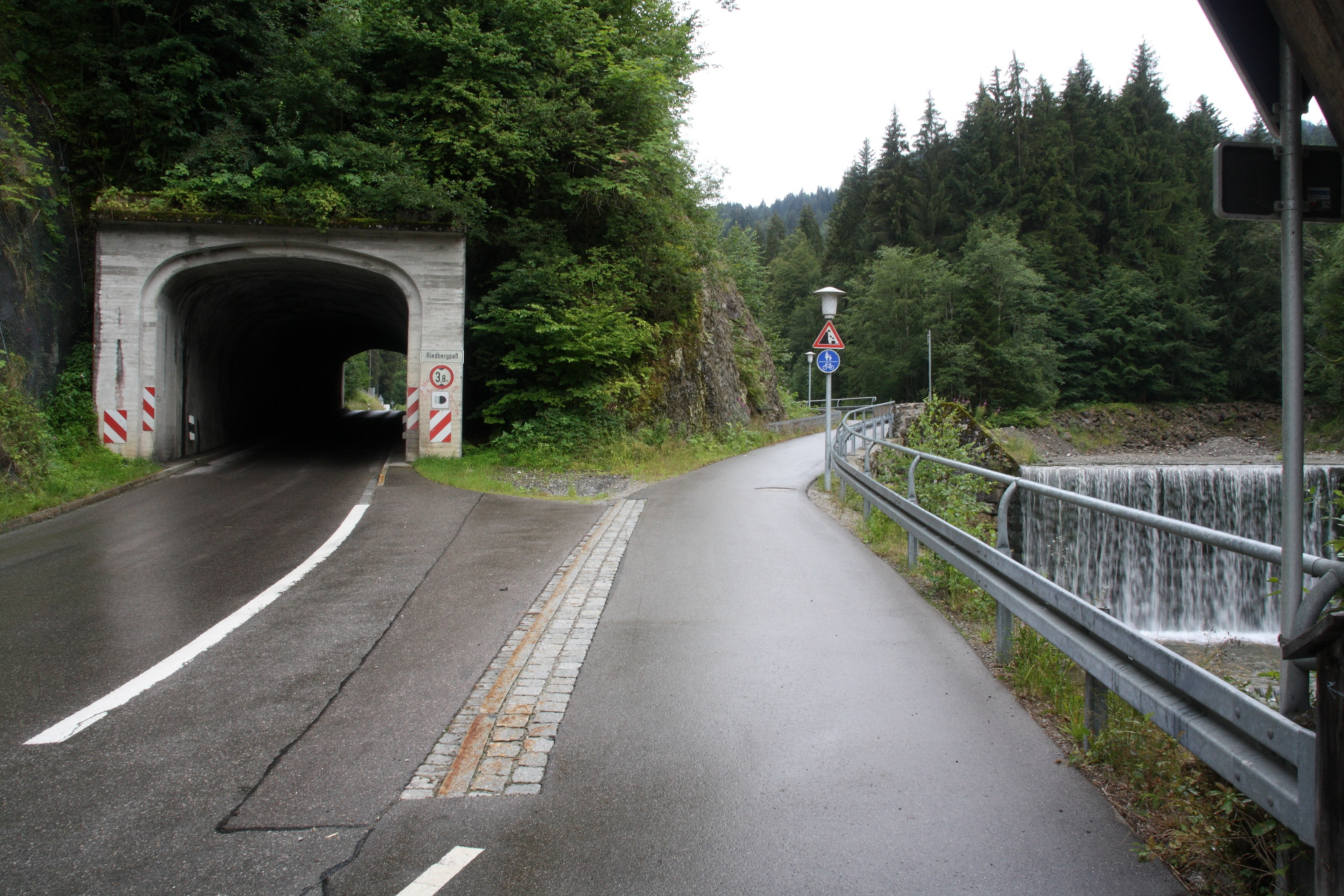
Ostrampe, Tunnel in Obermaiselstein im Burgschrofen (links), Tunnelumgehung für Radfahrer und Fußgänger (Mitte), die Schönberger Ach (rechts)
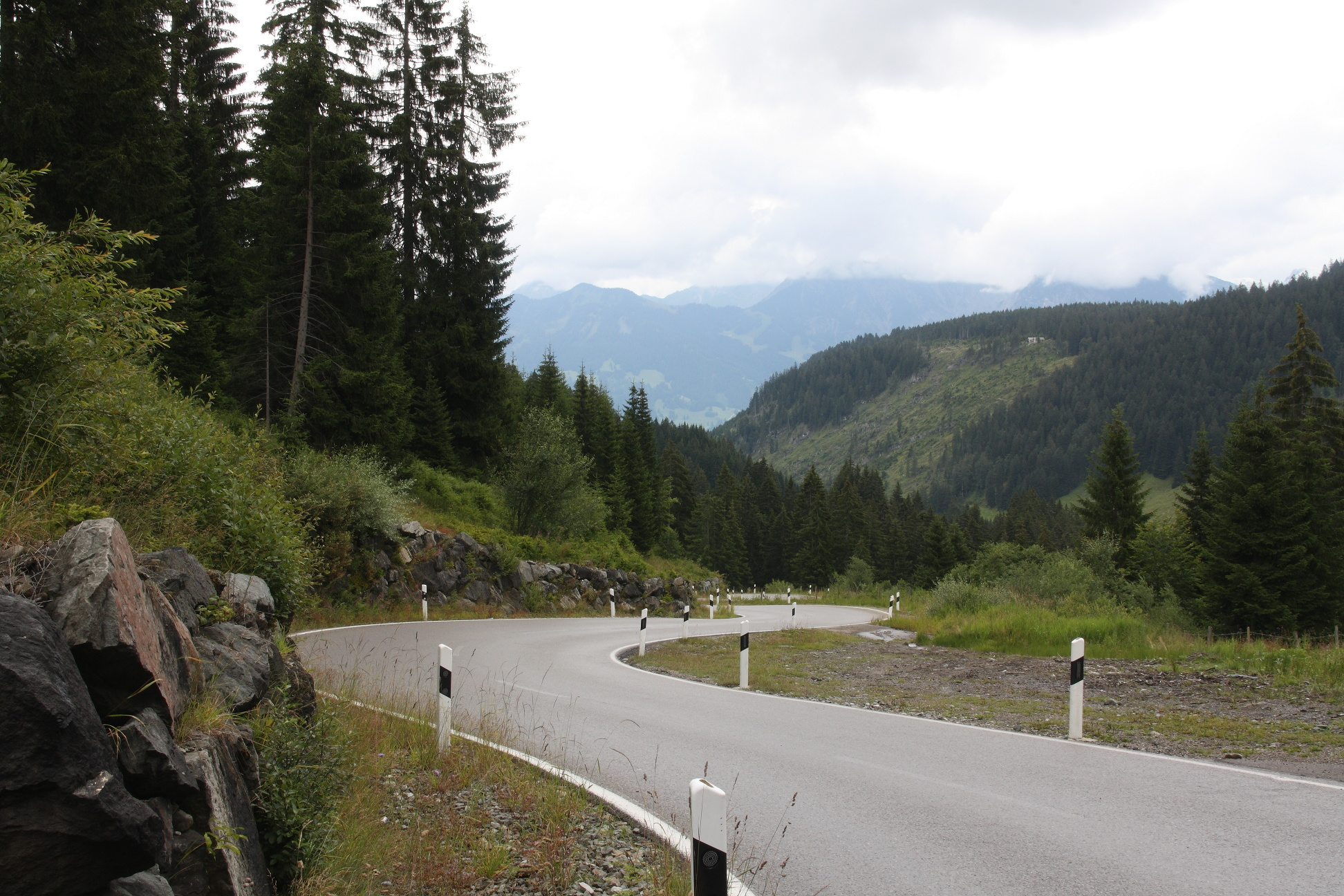
Ostrampe, im Hintergrund die Daumengruppe
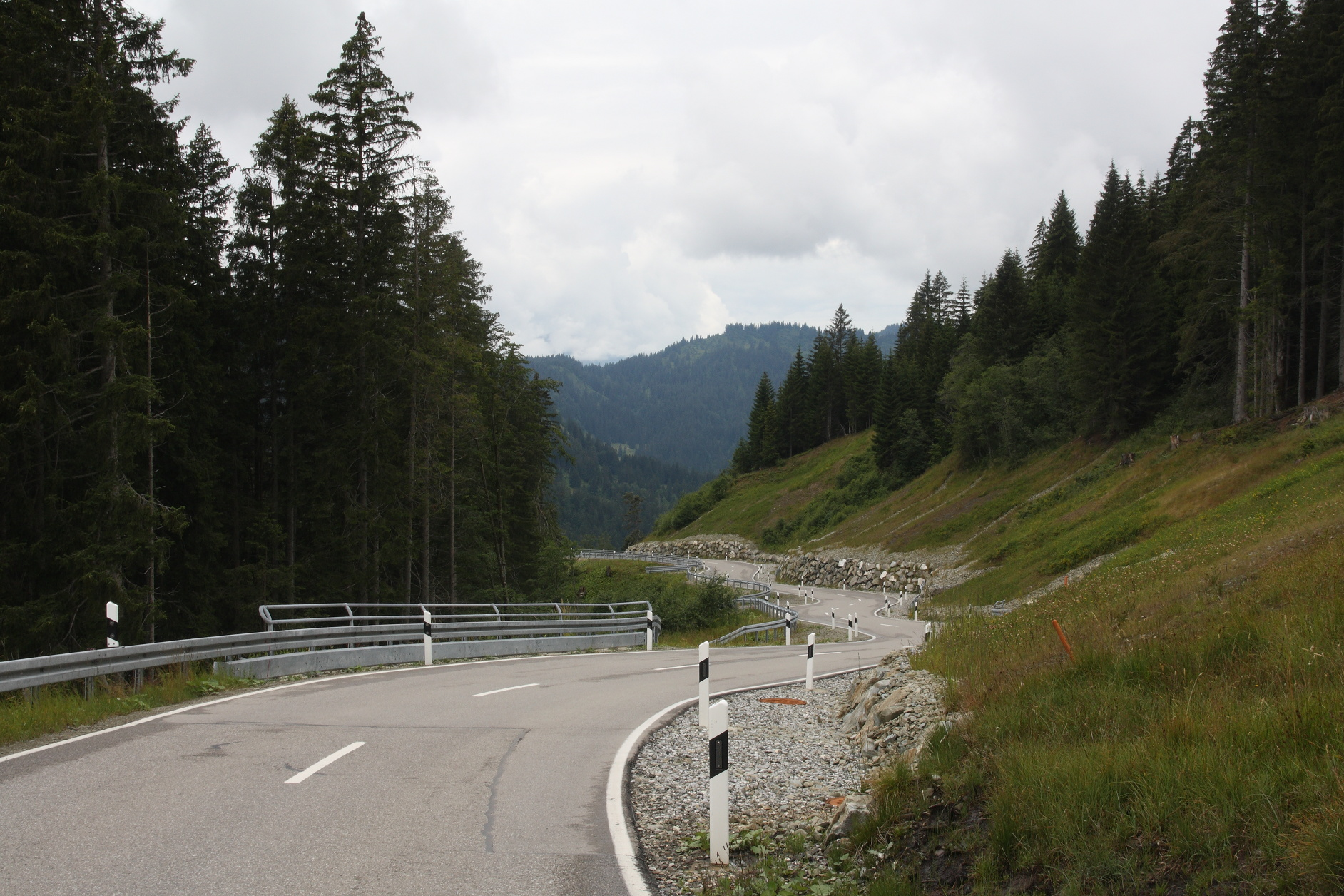
Westrampe zwischen Pass und Balderschwang
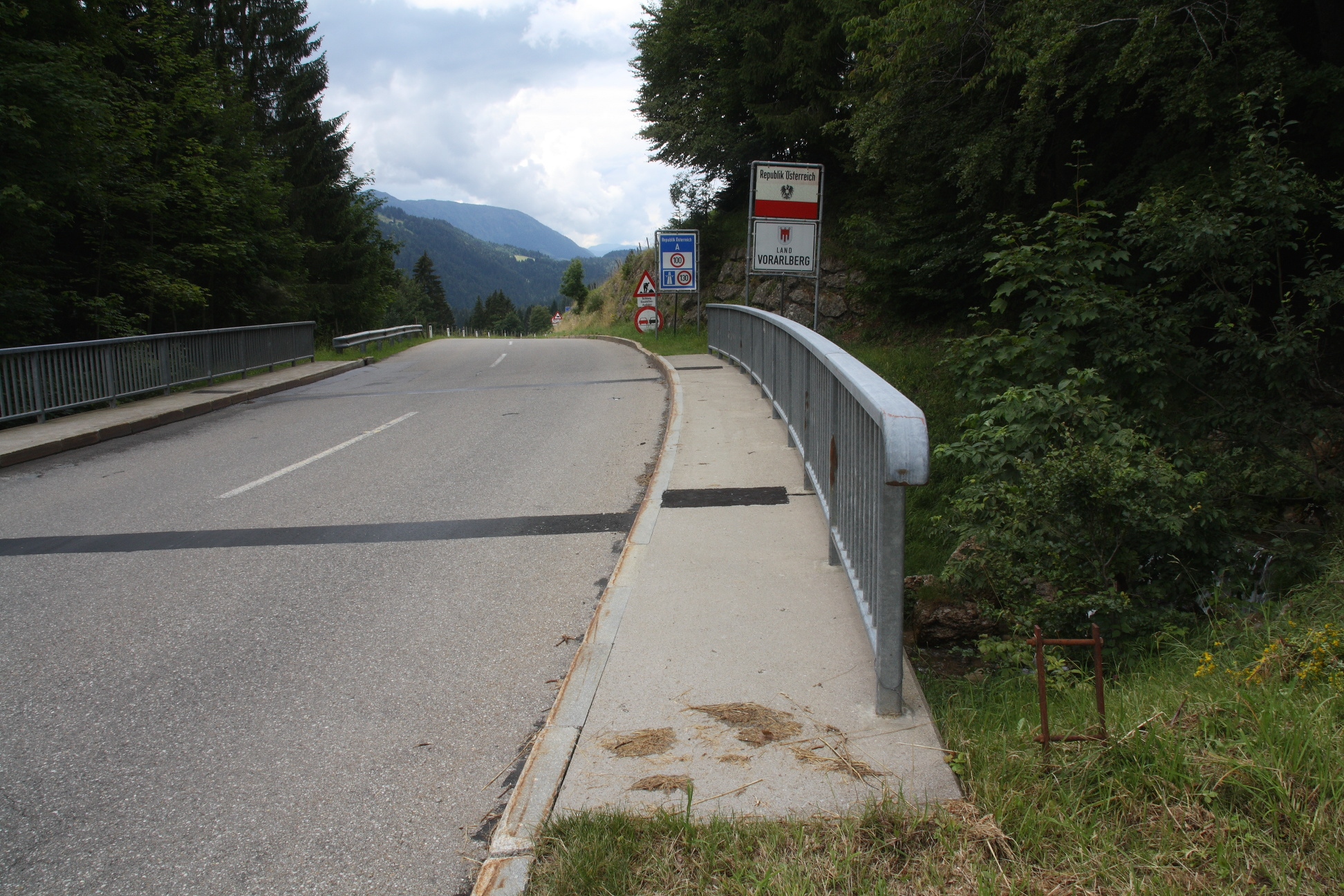
Westrampe, Brücke über den Doserbach mit deutsch-österreichischer Grenze; Blick in Richtung Westen nach Österreich